# Urucumania
Urucumania is een geslacht van Phasmatodea uit de familie Pseudophasmatidae. De wetenschappelijke naam van dit geslacht is voor het eerst geldig gepubliceerd in 2004 door Zompro.

## Soorten
Het geslacht Urucumania omvat de volgende soorten:
- Urucumania borellii (Giglio-Tos, 1897)
- Urucumania urucumana (Giglio-Tos, 1910)